# Tre Valli Varesine 1975
La Tre Valli Varesine 1975, cinquantacinquesima edizione della corsa, si svolse il 26 luglio 1975 su un percorso di 220 km. La vittoria fu appannaggio dell'italiano Fabrizio Fabbri, che completò il percorso in 5h23'48", precedendo i connazionali Mauro Simonetti e Serge Parsani.

## Ordine d'arrivo (Top 10)
| Pos. | Corridore             | Squadra            | Tempo    |
| ---- | --------------------- | ------------------ | -------- |
| 1    | Fabrizio Fabbri       | Bianchi-Campagnolo | 5h23'48" |
| 2    | Mauro Simonetti       | Filotex            | s.t.     |
| 3    | Serge Parsani         | Bianchi-Campagnolo | s.t.     |
| 4    | Marino Basso          | Magniflex          | a 1'25"  |
| 5    | Roger De Vlaeminck    | Brooklyn           | s.t.     |
| 6    | Enrico Paolini        | Scic-Colnago       | s.t.     |
| 7    | Luciano Borgognoni    | Zonca-Santini      | s.t.     |
| 8    | Alessio Antonini      | Jollj Ceramica     | s.t.     |
| 9    | Giacinto Santambrogio | Bianchi-Campagnolo | s.t.     |
| 10   | Sigfrido Fontanelli   | Filotex            | s.t.     |